# Strålsnäs
Strålnäs is een plaats in de gemeente Boxholm in het landschap Östergötland en de provincie Östergötlands län in Zweden. De plaats heeft 446 inwoners (2005) en een oppervlakte van 64 hectare.

## Verkeer en vervoer
Bij de plaats loopt de Riksväg 32.
De plaats heeft een station op de spoorlijnen Katrineholm - Malmö en Katrineholm - Nässjö.